# Hæstrupgård
Hæstrupgård er en herregård i Hæstrup Sogn.

## Ejere
- 1424 Jens Persen
- 1530 ca. Vogn Pedersen
- 1566 ca. Jesper Vognsen
- 1610 Otte Bildt
- 1625 ca. Daniel Bildt og Jens Bildt
- 1670 Karen Jensdatter Høg
- 1682 Wulf Unger
- 1695 Vibeke Banner
- Fr. Chr. Giedde
- 1704 Poul Iversen (Wilholt)
- 1723 Otte Poulsen
- 1736 Fr. Kiærskiold
- 1740 Laurs Thorsen
- 1769 Erik Hansen Wilsbech
- 1812 Jens Bøggild og Michael Aagaard
- 1813 Michael Aagaard (eneejer)
- 1819 Thomas Bruun
- 1821 Peder Biering Wilsbech
- 1830 Nicolaj Toft Kabell
- 1849 Adolf Christoffer W. Kabell
- 1856 Hans Schou
- 1858 Peter Michael Stilling
- 1869 Christiane Louise Stilling f. Kirchhoff
- 1885 Axel Stilling og Peter rasmus Krag
- 1896 Niels Chr. Nielsen
- 1906 Otto Chr. Andersen
- 1914 Anders Andersen og Niels Møller Andersen
- 1917 Anders Andersen (eneejer) [1]
- 2023  Nick Thestrup og Frederikke Hvims [2]